# Dohánygyár (Kolozsvár)
A Dohánygyár Kolozsvár első ipari üzemei közé tartozott, a Magyar utcában épült fel, a szentpéteri templom közelében.

## Története
A dohánygyár területén az 1850-es években egy hatalmas üres telek állhatott, az úgynevezett Jósika-kert. Az 1850-es évek második felében gróf Pejacsevits-féle hat holdas birtokként szerepel az okmányokban‚ amit az állam vásárolt meg a Dohánygyár felépítésére.
1850-ben a császári hatóságok döntöttek egy dohánygyár megépítése mellett Erdélyben, s a legmegfelelőbbnek Kolozsvárt tartották, hiszen a városban több magánszivargyár működött. Neidl Ferenc vezetésével a katolikus szeminárium Beltorda (ma Egyetem) utcai épületében 24 munkásnővel indult be az üzem 1851 júliusában. A növekvő termelés és a 250 főre duzzadt munkáslétszám szükségessé tette önálló gyártelep kialakítását megfelelő épületekkel. E célból 1858-ban megvették a tágas külvárosi telket és 1860-ra felhúzták az első három kifejezetten ipari célú kolozsvári épületet. Ekkorra már 400-an dolgoztak itt, az évtized végén 600-an, 1874-ben 1118-an. Az új üzemben elkezdték a pipadohány gyártását is, majd 1883-tól beindult a szivarka (cigaretta) gyártása is. Ez volt a város első és legnagyobb gyára. Az erdélyin kívül kubai, jávai, brazíliai és török dohányt használt fel. 
1882-ben itt tört ki az első kolozsvári sztrájk. 1890-ben bővítették a gyárat, ekkor épült fel a Magyar utcára néző kétszer égetett sárga téglaborítású emeletes épület. 
Az első világháború után a román állam vette át a gyárat. 1929-ben‚ mikor sor került ennek fejlesztésére‚ az országos termelés 13%-át adta.
A második világháború után 1960-ban bezárták‚ felszerelését Temesvárra telepítették át az ottani dohánygyárhoz, az épületet pedig megkapta a Varga Katalin (1964-től Someșul) kötöttárugyár. Ez utóbbi a kisebb kolozsvári textilüzemek összevonásával jött létre. 1969-ben a nagy Textilipari Kombinát központi telepe lett, amely magába foglalta a másik két hasonló profilú gyárat‚ a Flacărát (Fáklya) és a România Muncitoare-t (Dolgozó Románia).
2007-ben a Malomárok és a Magyar utca közötti épületeit a komplexumnak lebontották utat engedve ezáltal egy pláza megépítésének. Ez azonban nem valósult meg, így napjainkban az egykori Dohánygyár területén egy üres telek áll.